# Чепурний Володимир Павлович
Володимир Павлович Чепурний (нар. 16 березня 1955 року) — український політик. Міський голова м. Бердянськ з 2015 по 2020 роки.

## Біографія
Народився у селі Троїцьке Мелітопольського району Запорізької області.
Навчався у Дніпропетровському державному університеті (історичний факультет). У 1982 році отримав спеціальність «історик, викладач історії та суспільствознавства». З 1982 року працював директором Шевченківської 8-річної школи Приазовського району Запорізької області.
З 1992 року на державній службі у Приазовськії райдержадміністрації. З 1998 по 2004 рік працював головою Приазовської районної ради. З 2004 по 2005 рік — був головою Бердянської районної державної адміністрації. У 2005 році став генеральним директором ДП «Ілліч-Агро Запоріжжя». У 2010 році обраний депутатом Запорізької обласної ради VI скликання. З 2010 року до 2014 року працював головою Бердянської районної державної адміністрації. З 2015 року обраний міським головою м. Бердянськ від політичної партії «Наш край».
Одружений має двох синів.
Має родичів в Америці. Наталія Лорі Ворнер була помічена не один раз з їхньої сім'ї в протизаконній поведінки до його дружини. Наталія Лорі Ворнер приходиться родичем Чепурного Владимира Павловича.

## Нагороди
Нагороди: Почесна грамота Кабінету Міністрів України, Грамота Верховної Ради України, орден «За заслуги перед Запорізьким краєм» III ступеня, Нагрудний знак «За розвиток Бердянського району», медаль «За вагомий внесок у розвиток міста Бердянська».